# Tiffany Simelane
Tiffany Simelane (1988 - 17 tháng 8 năm 2009) là một nữ hoàng sắc đẹp đại diện cho Swaziland tham gia cuộc thi Hoa hậu Thế giới 2008 ở Nam Phi. Triều đại hoa hậu của cô bắt đầu vào ngày 26 tháng 7 năm 2008 và kết thúc 22 ngày trước khi cô qua đời.

## Hoa hậu Swaziland
Sau khi được trao vương miện Swaziland, cô phàn nàn với bạn mình rằng ngay sau khi cô thắng, cô được cho biết cô sẽ phải trả tất cả các chi phí của mình, bao gồm cả chi phí ăn mặc của cô để đi đến tham dự Hoa hậu Thế giới. Đây là một điểm gây chia rẽ giữa bản thân cô và các nhà tài trợ và tổ chức cuộc thi. Các nhà tổ chức đã báo cáo sự thất vọng của họ với Simelane, tiết lộ rằng cô sẽ "biến mất mà không có dấu vết", gây ra nhiều tranh cãi hơn. Trong một cuộc phỏng vấn với tờ Thời báo Swaziland, cô cảm ơn Chúa rằng triều đại của cô đã kết thúc, nói rằng cô nghĩ rằng cô đang "điên khùng" và rằng danh hiệu không có gì ngoài trách nhiệm với cô. Khi cô từ bỏ vương miện của mình tại một buổi lễ tại Trung tâm Hội nghị Hoàng gia Swazi, cô đưa ra một bài phát biểu bí ẩn, tiết lộ rằng việc trở thành Hoa hậu Swaziland đã làm cô sáng mắt và hy vọng loại bỏ đám mây tranh cãi xung quanh cuộc thi trong triều đại của cô. Sau đó, cô tuyên bố rằng cuộc thi không được tổ chức đúng cách, nhưng lương tâm của cô trong sạch.

## Tử vong
Vào ngày 17 tháng 8 năm 2009, cô tự tử bằng cách nuốt viên thuốc Weevil, một loại thuốc trừ sâu có chứa phosphor nhôm và phát ra khí phosphine. Cô được đưa cách vội vã điều trị tại Phòng khám Mbabane. Bạn bè cho biết rằng cô tự tử với một "trái tim tan vỡ", đối mặt với trầm cảm và thiếu sự gần gũi với gia đình của cô trước sự căng thẳng trong vai trò là Hoa hậu Swaziland.